# Portada/article desembre 7

## Petrus Christus
Petrus Christus (Baarle-Hertog, ca. 1410/1415 – Bruges, 1472/1473) fou un pintor de l'escola dels primitius flamencs, actiu a Bruges des de 1444. Els temes de la seva obra se situen dins de les obres religioses i profanes. Tot i ser considerat un seguidor de l'estil de Jan van Eyck, no va coincidir amb ell a Bruges, on va arribar després de 1441, data de la mort del mestre.
L'obra de Christus pren com a fonts, entre d'altres, Robert Campin i Roger van der Weyden, si bé el seu gran inspirador va ser Jan van Eyck, de qui va mantenir l'espai i el volum mentre restava importància a la continuïtat rítmica i la precisió lineal. Va fer servir un llenguatge més planer i casolà, assequible per a aquells que, com ell, provenien del nord menys desenvolupat.